# Darmrohr
Ein Darmrohr ist wie ein Katheter aufgebaut, nur dass es speziell dafür gedacht ist, durch den After in den Darm eingeführt zu werden. Darmrohre gibt es in verschiedenen Durchmessern aus Kunststoff, Latex oder Silikon. Früher wurden sie aus Metall, Glas oder Rotgummi hergestellt, aber heute aus diesen Materialien praktisch nicht mehr verwendet. Sie dienen dazu, den Darm mit Flüssigkeiten oder auch Gasen zu füllen bzw. zu entleeren; das geschieht in der Regel aus diagnostischen (untersuchungsbedingten) oder therapeutischen (behandlungsbedingten) Gründen.

## Darmrohrarten

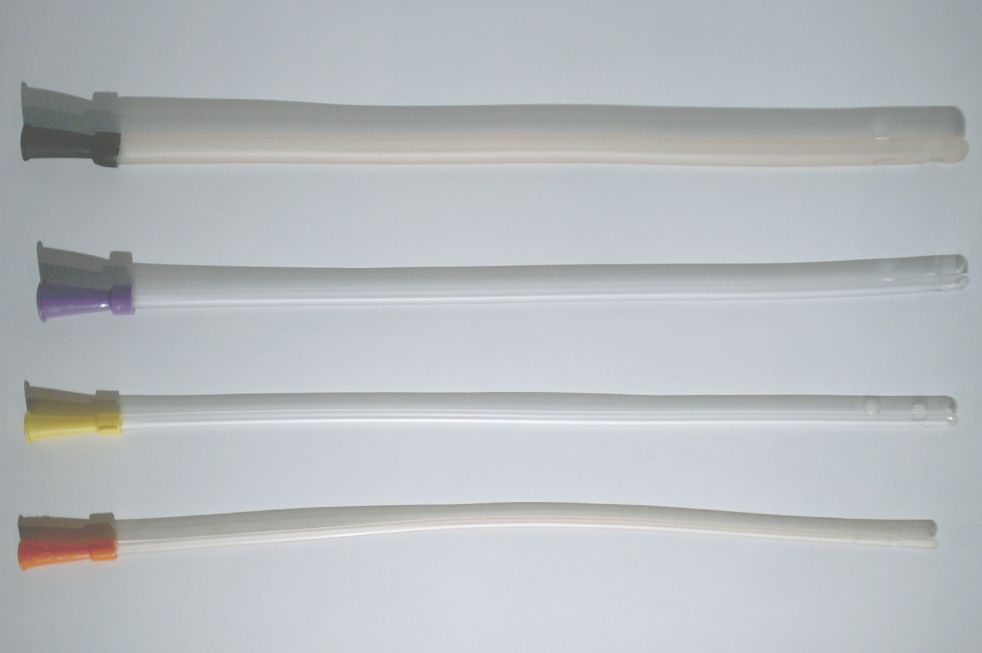
Einmal-Darmrohre für Einläufe

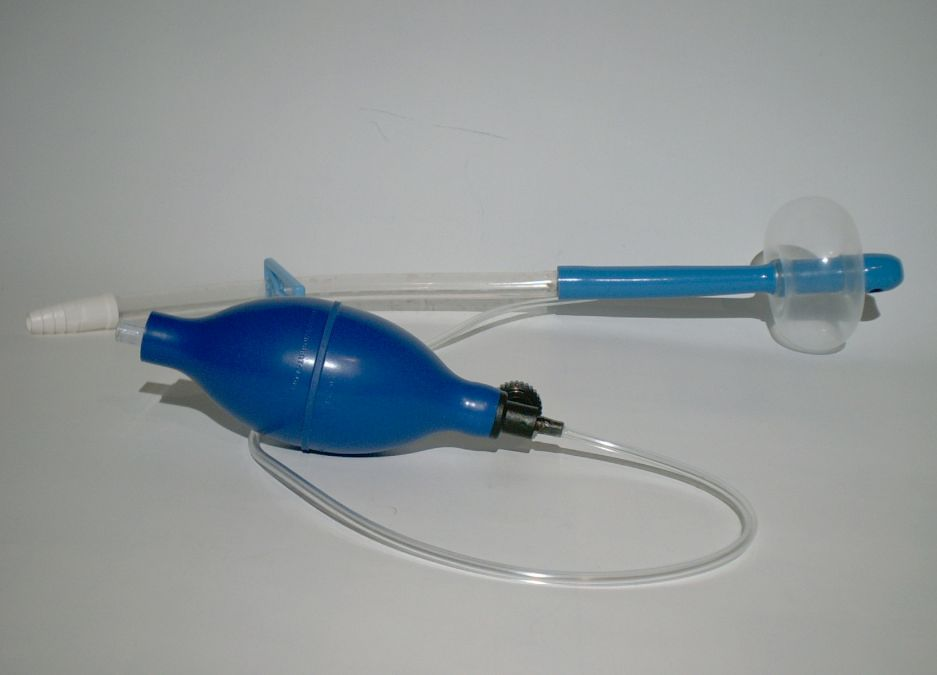
Einmal-Ballondarmrohr, das z. B. bei Kontrastmitteleinläufen verwendet wird

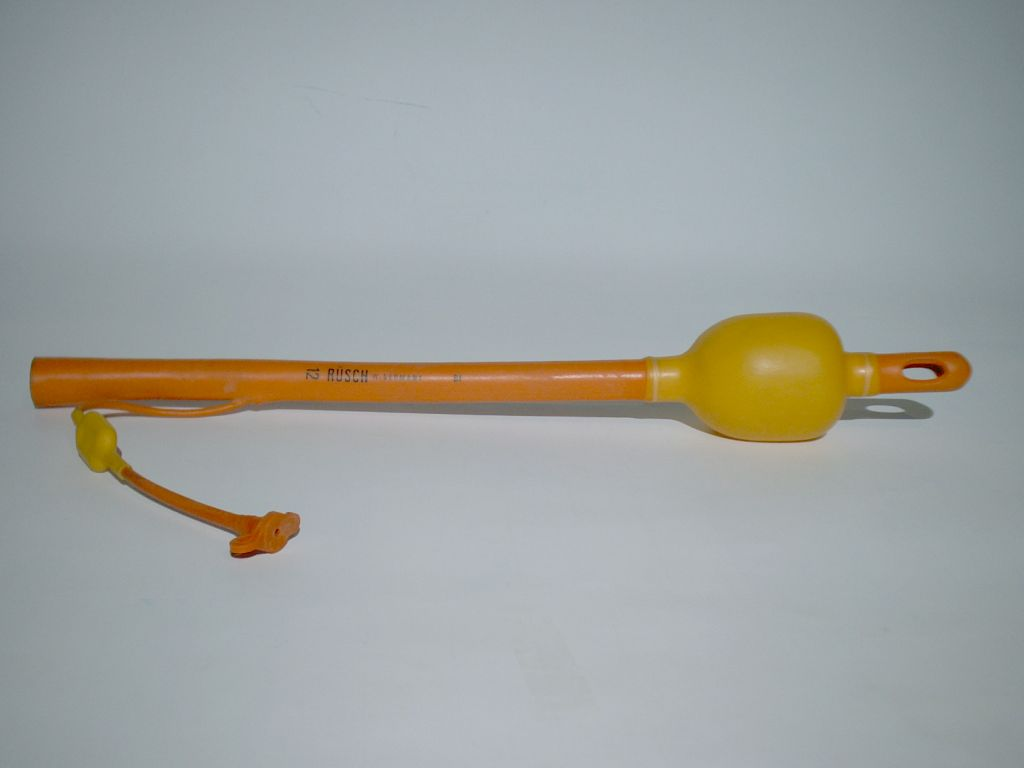
Älteres Ballondarmrohr von Rüsch

Darmrohr, 12 mm Durchmesser (Charr. 36)

Je nach Anforderung werden unterschiedliche Darmrohre verwendet. Früher wurden die Darmrohre häufig aus Rotgummi oder Latex hergestellt, wogegen sie heute aus PVC oder Silikon sind. Spezielle Darmrohre zu diagnostischen Zwecken besitzen häufig zusätzlich einen kleinen Kanal, mit deren Hilfe Gase (z. B. Luft) oder Flüssigkeiten (z. B. Medikamente, Kontrastmittel) in den Darm gebracht werden können.
Die Spitze der Darmrohre kann offen oder geschlossen sein, außerdem besitzen sie in der Regel zwei Augen (Öffnungen), die in der Höhe versetzt gegenüberliegen. Darmrohre mit offener Spitze werden normal nur zu diagnostischen Zwecken eingesetzt, um die Spülflüssigkeit weit in den Darm zu bringen. Im Vergleich zu Kathetern sind Einmaldarmrohre weniger flexibel, damit sie besser in den Darm eingeführt und vorgeschoben werden können. Darmrohre mit geschlossener Spitze verursachen dagegen beim Einlaufen der Flüssigkeit einen leichten Druck auf die Darmwand und regen so zusätzlich die Peristaltik des Darmes an. Für diagnostische Zwecke gibt es auch Darmrohre mit einer Olive (Verdickung) an der Spitze, einer zentralen und zwei oder vier seitlichen Öffnungen. Durch die Olive wird das Darmrohr im After besser gehalten und gleitet nicht von selbst heraus. Darüber hinaus kommen Ballondarmrohre zum Einsatz, die eine aufblasbare Manschette besitzen, dadurch den After von innen her abdichten und ein herausgleiten des Darmrohres verhindern.

### Normale Darmrohre
Einmaldarmrohre werden überwiegend aus PVC angeboten und sind steril verpackt. Sie werden in Durchmessern von Charrière 16 bis 40 und einer Länge von etwa 20 bis 40 cm hergestellt. Das Ende der Darmrohre ist konisch erweitert und häufig farblich gekennzeichnet, wobei der Farbcode des Konus den Durchmesser angibt. Normale Einmaldarmrohre haben eine verschlossene Spitze und zwei seitliche Augen. Für Säuglinge und Kleinkinder können auch Einmalkatheter als Alternative zu Darmrohren verwendet werden. Darmrohre aus Rotgummi werden heute kaum noch eingesetzt, da sie nach der Anwendung wieder gereinigt und sterilisiert werden müssen.

### Ballondarmrohre
Die Ballondarmrohre sind wie die Einmaldarmrohre aufgebaut, nur dass sie eine aufblasbare Manschette besitzen, die im Darm entfaltet werden kann, den After von innen her abdichtet und so das Ballondarmrohr an seinem Platz hält. Der Ballon hat in den meisten Fällen einen Durchmesser von etwa 5 cm und kann im Enddarm ein unangenehmes Stuhldranggefühl auslösen. Einmal-Ballondarmrohre besitzen häufig eine aufblasbare Manschette aus Silikon, die beim Einführen des Darmrohres eng am Darmrohr anliegt und so eine angenehmere Anwendung für den Patienten bedeutet. Der übliche Durchmesser dieser Darmrohre liegt bei etwa 6 bis 12 Millimeter bei einer Länge von etwa 15 bis 20 Zentimetern. Der Ansatz der Ballondarmrohre ist häufig konisch nach innen laufend, um direkt mit einem Schlauch verbunden werden zu können. Nur Ballondarmrohre aus Rotgummi besitzen einen sich nach außen hin erweiternden Konus. Ballondarmrohre aus Rotgummi werden heute kaum noch eingesetzt, da sie nach der Anwendung wieder gereinigt und sterilisiert werden müssen.
Für besondere Fälle stehen auch sogenannte Doppelballondarmrohre zur Verfügung, die bei Patienten ihre Anwendung finden, die aufgrund einer Schließmuskelschwäche die einlaufende Flüssigkeit oder die eingeblasene Luft besonders bei Röntgenuntersuchungen nicht so gut halten können. Da die beiden Ballone dieses Darmrohres sehr nahe beieinanderliegen, erfolgt dadurch eine zuverlässige Abdichtung des Afters. Das Doppelballondarmrohr wird so im Darm platziert, dass der vordere Ballon durch den After eingeführt wird, während der zweite Ballon sich außerhalb des Schließmuskels befindet. Wenn nun beide Ballone aufgeblasen werden, dann pressen sie fest von innen und von außen gegen den Schließmuskel und dichten ihn so sicher ab.

### Rektalkatheter
Eine besondere Form der Darmrohre stellen die Rektalkatheter dar, die bei der Irrigation eingesetzt werden. Sie werden in Durchmessern von etwa Charrière 20 und einer Länge von etwa 40 cm hergestellt. Das Ende dieser Darmrohre besitzt einen Luer-Lock Anschluss, der mit dem Zuleitungsschlauch des Irrigationsgerätes verbunden wird. Die Rektalkatheter haben eine offene Spitze und zwei seitliche Augen. Auf dem Rektalkatheter befindet sich ein Kegel, der verschiebbar ist und mit der Hand gegen den After gedrückt wird, nachdem der Rektalkatheter etwa 5 bis 15 cm weit in den Darm eingeführt wurde. Der Kegel sorgt dann durch den Anpressdruck für eine sichere Abdichtung des Afters während der Irrigation.

## Darmrohrgrößen
Die Darmrohre werden in unterschiedlichen Größen von Charrière 16 bis 40 und in Längen von 20 bis 40 cm angeboten. Die Darmrohre sind durch einen Farbcode oder durch den Aufdruck der Größe gekennzeichnet. Für Kinder werden häufig Darmrohre mit 16 bis 28 Charrière und einer Länge von 20 bis 30 cm verwendet, Darmrohre für Erwachsene sind meist 30 bis 40 cm lang und haben ein Lumen von 28 bis 40 Charrière. Für diagnostische Zwecke wie z. B. einem Colon-Kontrasteinlauf werden meistens kurze und großlumige Darmrohre verwendet, während zur Darmreinigung die längeren Darmrohre zum Einsatz kommen.
| Farbkodierung von Darmrohren | Farbkodierung von Darmrohren | Farbkodierung von Darmrohren | Farbkodierung von Darmrohren | Farbkodierung von Darmrohren | Farbkodierung von Darmrohren | Farbkodierung von Darmrohren | Farbkodierung von Darmrohren | Farbkodierung von Darmrohren | Farbkodierung von Darmrohren | Farbkodierung von Darmrohren | Farbkodierung von Darmrohren |
| ---------------------------- | ---------------------------- | ---------------------------- | ---------------------------- | ---------------------------- | ---------------------------- | ---------------------------- | ---------------------------- | ---------------------------- | ---------------------------- | ---------------------------- | ---------------------------- |
| Größe in Charrière           | CH 16                        | CH 18                        | CH 20                        | CH 22                        | CH 24                        | CH 26                        | CH 28                        | CH 30                        | CH 32                        | CH 35                        | CH 40                        |
| Farbcode                     | orange                       | rot                          | gelb                         | violett                      | blau                         | weiß                         | grün                         | grau                         | orange                       | schwarz                      | türkis                       |
| Durchmesser (mm)             | 5,3                          | 6,1                          | 6,6                          | 7,6                          | 8                            | 8,6                          | 9,3                          | 10                           | 10,6                         | 11,6                         | 13,3                         |

## Anwendung
Darmrohre werden hauptsächlich dazu verwendet, um Flüssigkeiten oder Gase in den Darm zu bringen. Die Einmaldarmrohre kommen überwiegend für normale Einläufe z. B. zur Darmentleerung zum Einsatz, während die Ballondarmrohre hauptsächlich zu diagnostischen Zwecken wie z. B. zum Colon-Kontrasteinlauf, aber auch bei Stuhlinkontinenz verwendet werden. Zur Verabreichung von Kontrastmitteln oder für rektale Darmspülungen werden großvolumige Darmrohre mit mindestens Charrière 32 verwendet, um den Durchfluss der Flüssigkeit nicht zu behindern.
Darmrohre können aber auch dazu verwendet werden, um bei starken Blähungen den Darm über ein in den Anus eingelegtes Darmrohr zu entlasten und so zur Ableitung der Blähungen beizutragen. Das Darmrohr bleibt dann für 30 Minuten (geblockt) bis maximal drei Stunden (ungeblockt) im Darm liegen, eine längere Verweildauer im Darm kann zu Druckstellen an der Darmwand führen.
Um das Einführen der Darmrohre für den Patienten so wenig belastend wie möglich zu machen, werden die Darmrohre mit einem Gleitmittel bestrichen. Als Gleitmittel kann ganz normale Vaseline oder auch ein Gleitgel mit einem lokalanästhetischen Zusatz wie Lidocain, das ein schmerzloses Einführen des Darmrohres z. B. bei Hämorrhoiden oder Analfissuren gewährleistet, verwendet werden. Sind nach dem Einlauf noch endoskopische Untersuchungen geplant, so wird keine Vaseline verwendet; stattdessen kann z. B. Endosgel genommen werden, da sonst die Optik der Instrumente verschmiert werden könnte.